# Dwór empirowy w Długopolu Górnym
Dwór empirowy w Długopolu Górnym – zabytkowy dwór wzniesiony w 1807 roku przez kupca J. Hoeckera, rozbudowany na przełomie XIX i XX wieku. W latach 1901–1910 mieszkał tu malarz i pedagog Paul Hoecker. Obecnie w budynku znajdują się mieszkania i placówka oświatowa.

## Położenie
Dwór położony jest w centrum Długopola Górnego – wsi w Polsce, w województwie dolnośląskim, w powiecie kłodzkim, w gminie Międzylesie.

## Historia
Budynek został wzniesiony w 1807 r. przez kupca J. Hoeckera. We dworze urodził się malarz i pedagog Paul Hoecker, który na przełomie XIX i XX w. dobudował północne skrzydło i urządził w nim swoją pracownię. Paul Hoecker mieszkał w swoim domu w latach 1901–1910, po jego śmierci w 1910 r. dom odziedziczyła jego siostrzenica Vally Walter, malarka i pedagog. W okresie dwudziestolecia międzywojennego dwór z bogatym wystrojem wnętrza i zbiorami dzieł sztuki stał się lokalnym ośrodkiem życia artystycznego. Po 1945 r. budynek został przeznaczony na mieszkania, a w jego części urządzono klub rolnika. Decyzją wojewódzkiego konserwatora zabytków z dnia 3 sierpnia 1965 r. dwór został wpisany do rejestru zabytków.
Obecnie w części budynku mieści się placówka edukacyjna działająca w ramach projektu Wioska Internetowa, w pozostałych pomieszczeniach znajdują się mieszkania.

## Architektura
Empirowy dwór składa się z dwóch części. Skrzydło południowe to długi, piętrowy budynek nakryty wysokim dwuspadowym dachem naczółkowym z wolimi oczami. Elewacje są podzielone lizenami, a okna mają ozdobne opaski. W osi tej części jest dostawione skrzydło północne, które jest nieco mniejsze, nakryte niższym dachem i ma ściany wykonane z muru pruskiego. W tej części jest główne wejście do dworu, a nad nim znajduje się wykusz podparty dwoma kolumnami. Elewacje północnego skrzydła zdobione są detalami nawiązującymi do tych, które znajdują się na skrzydle południowym.
Obok obiektu znajdują się: oficyna i pozostałości murowanej altany i tarasowego ogrodu.

## Galeria

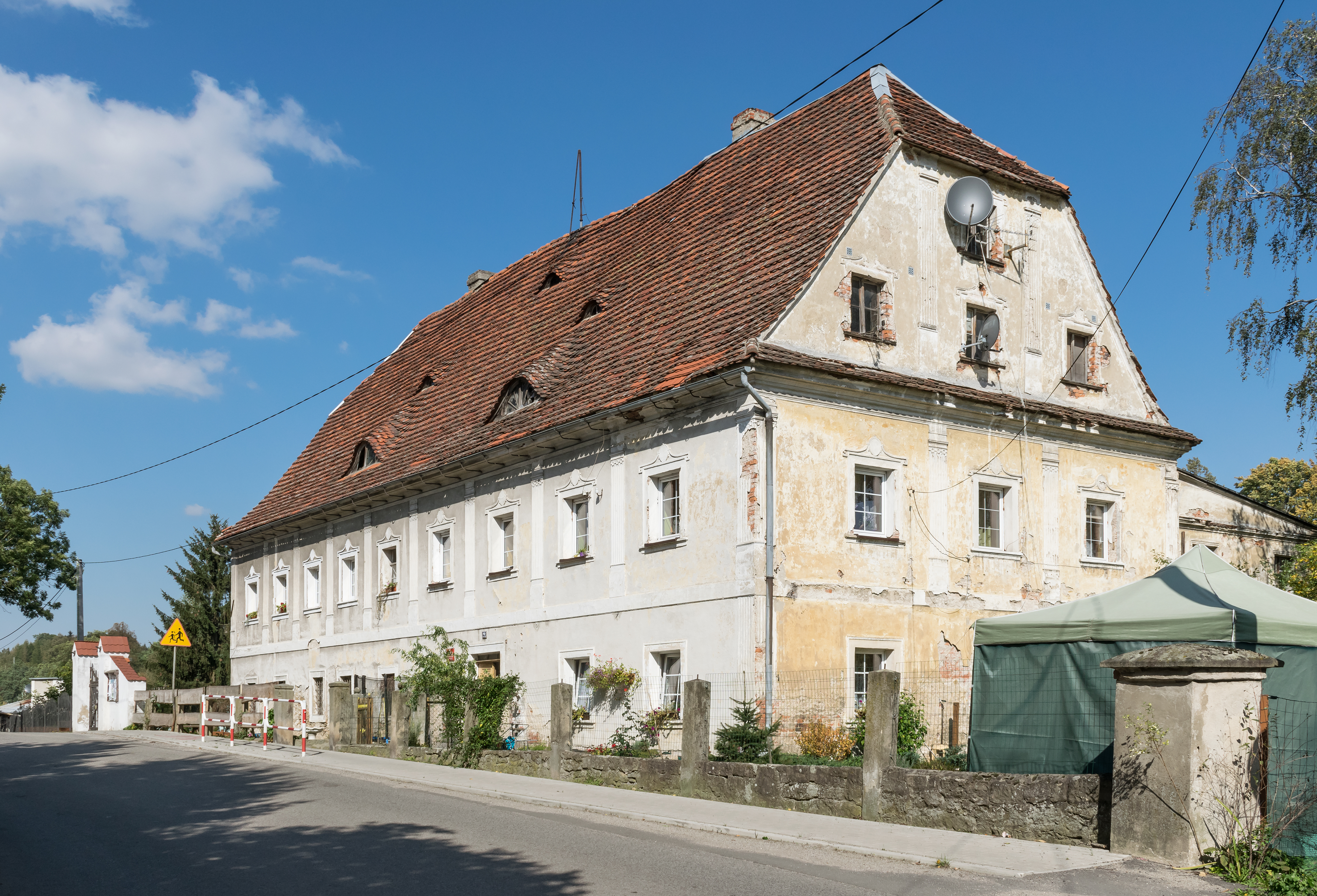
Dwór od południa
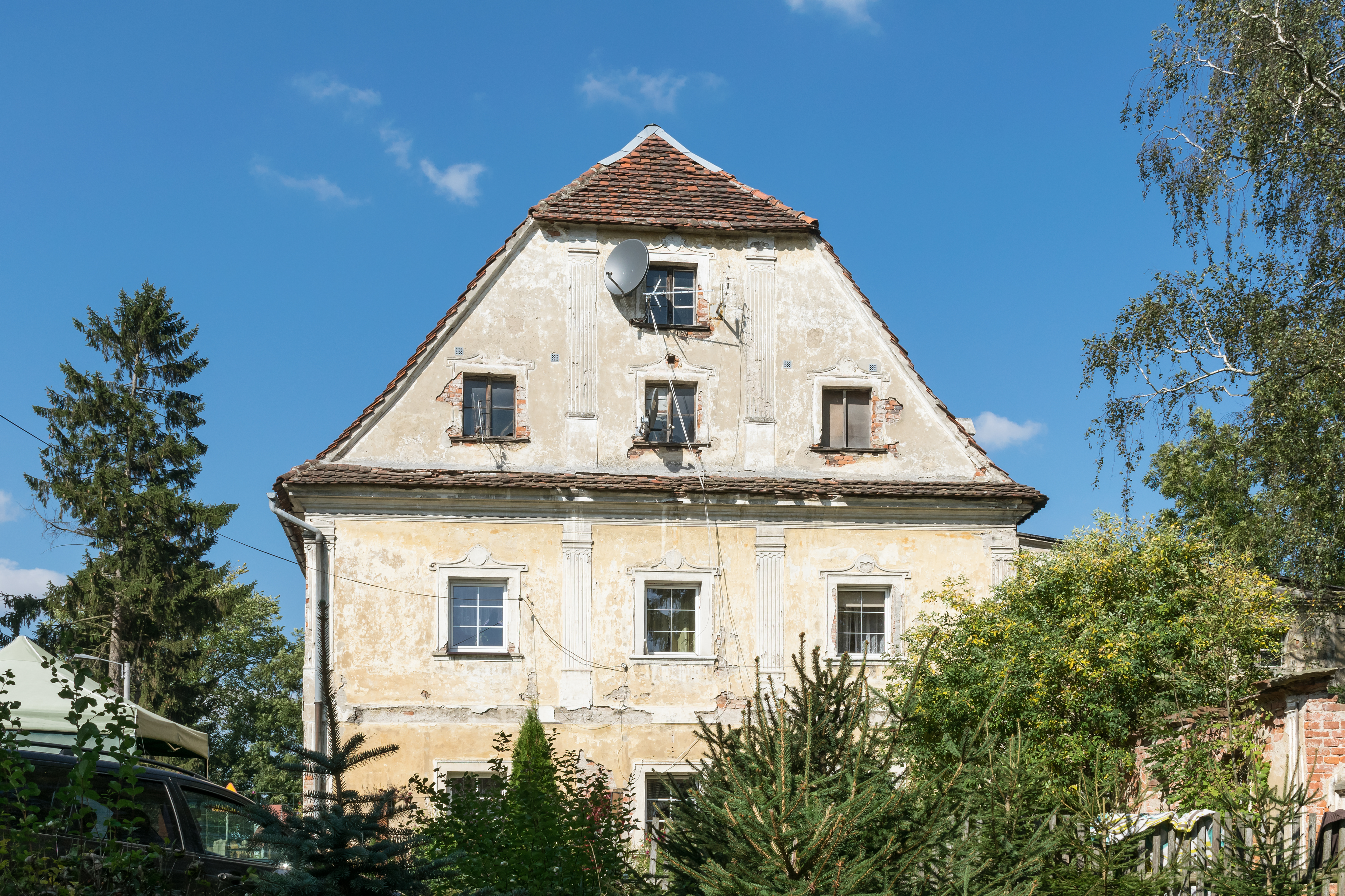
Dwór od południowego wschodu
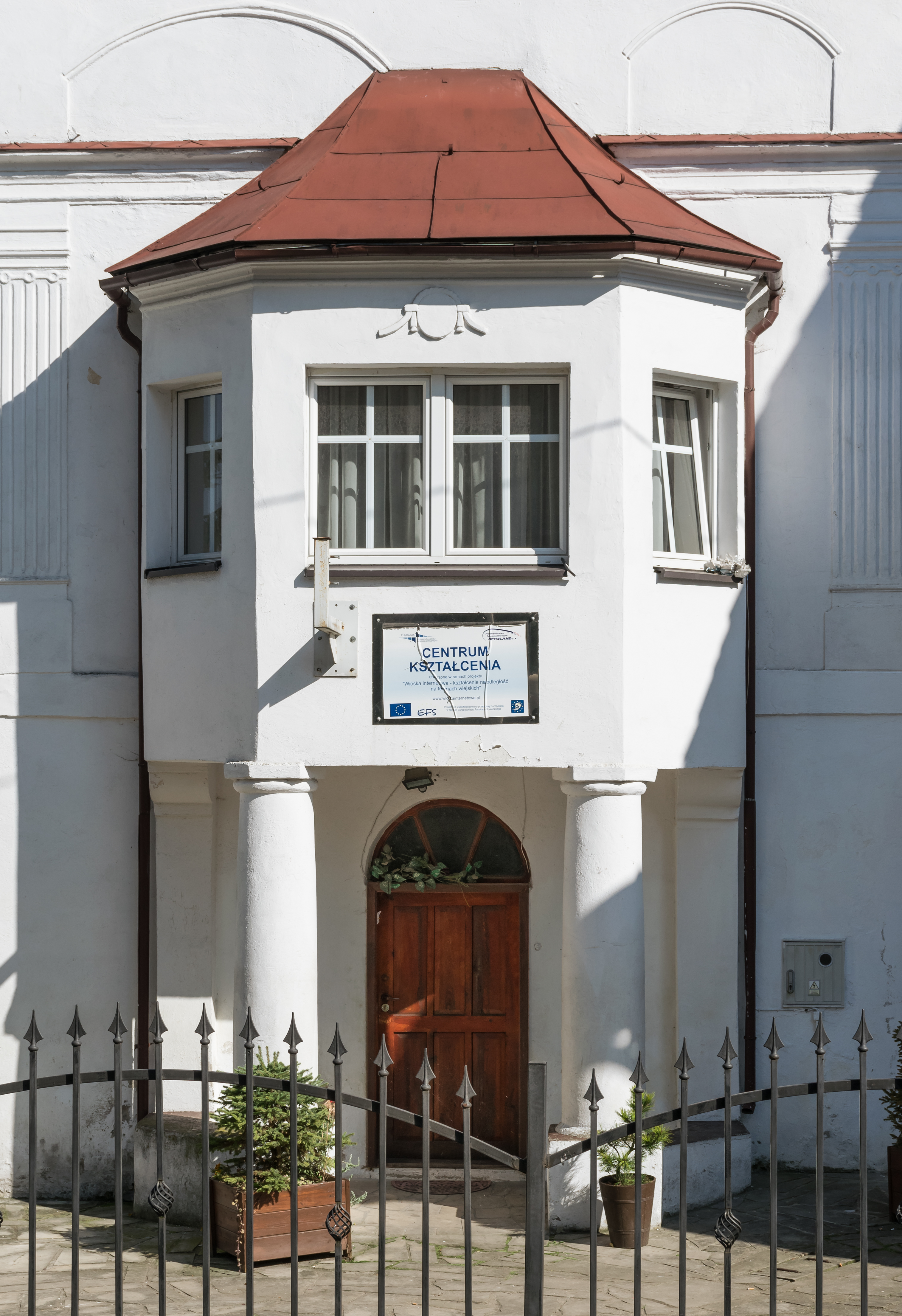
Główne wejście i wykusz
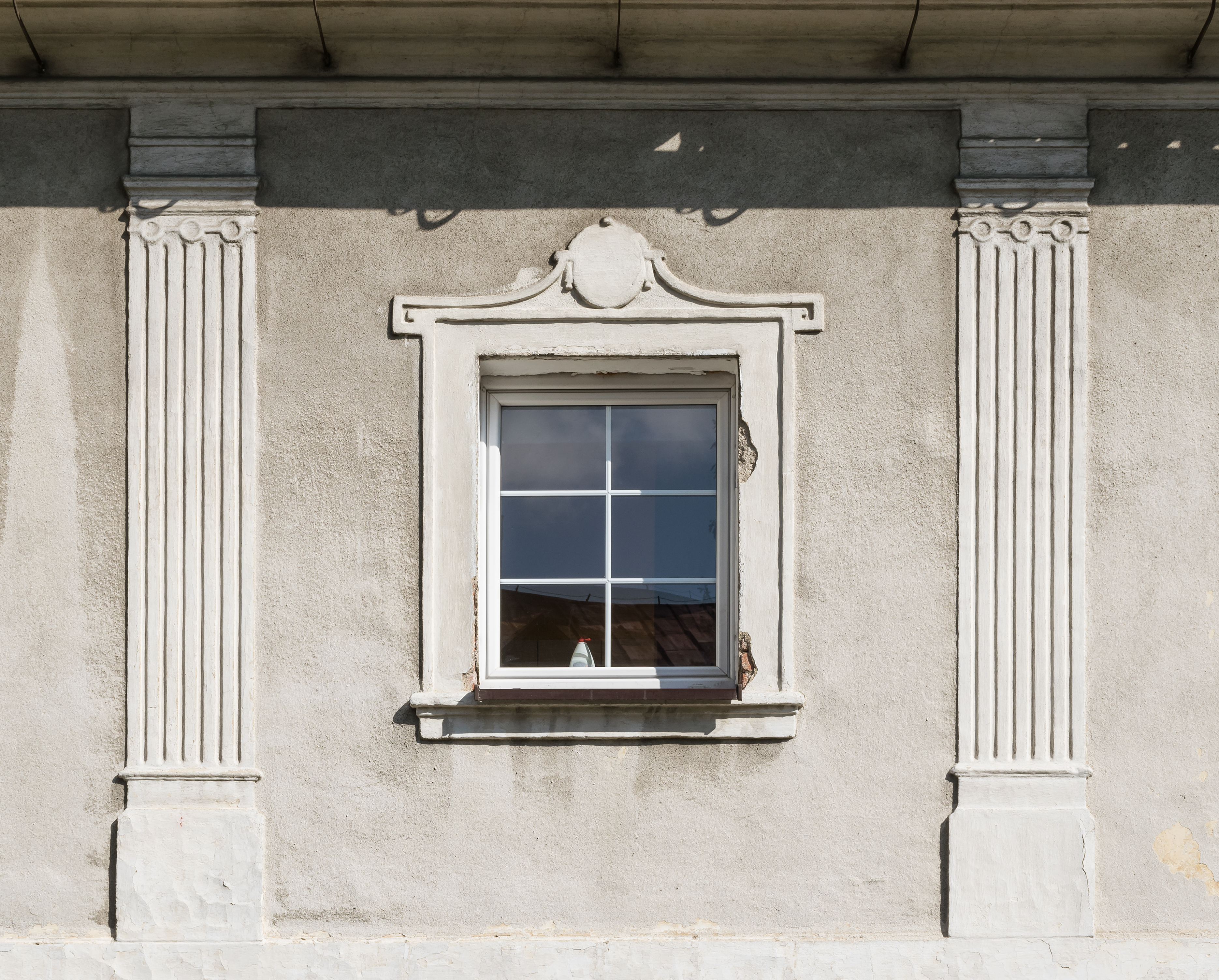
Okno
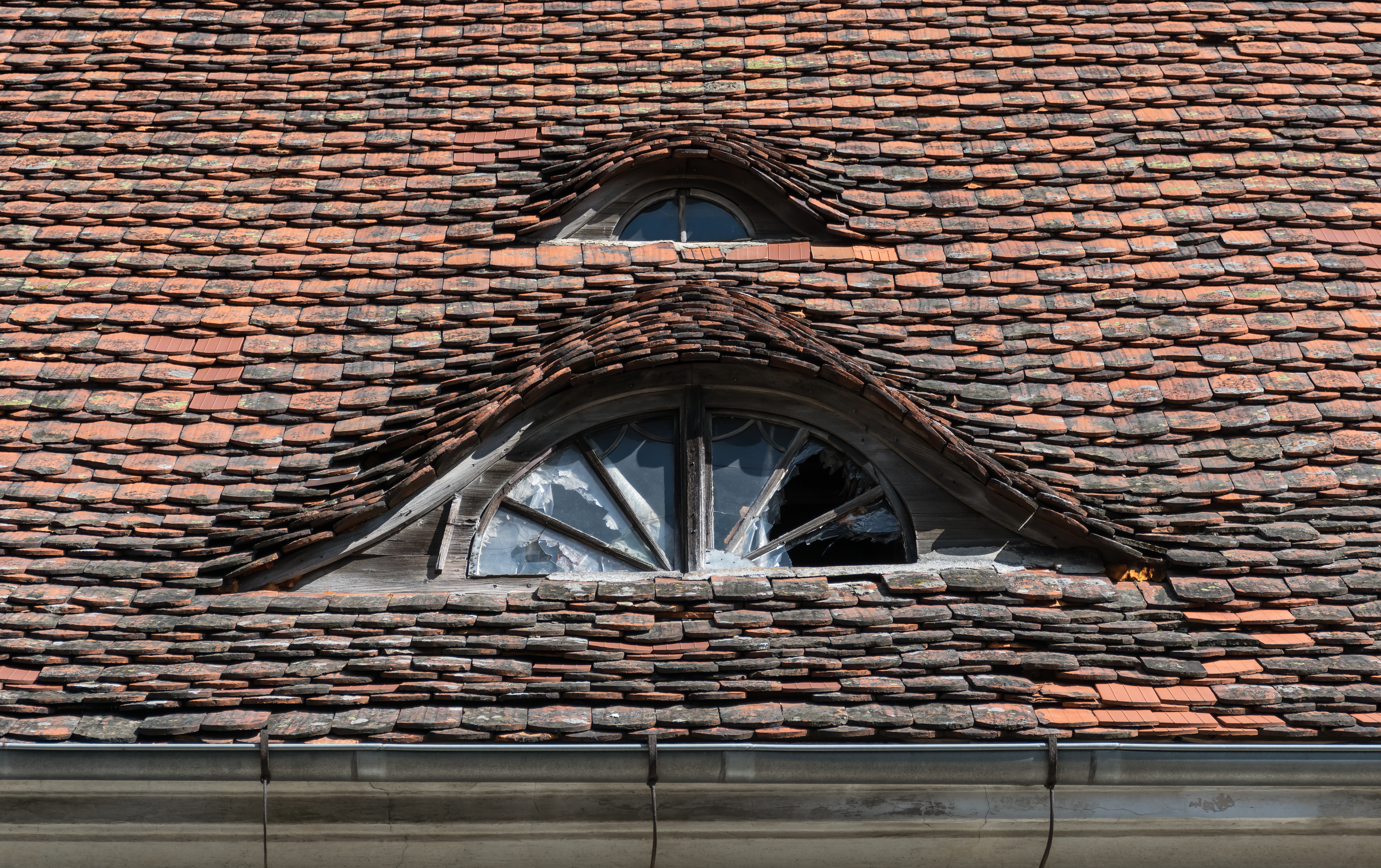
Wole oko